# Emil Bergman
Emil Bergman (Svédország, Gävleborg megye, Gävle, Oppala, 1908. július 28. – Svédország, Stockholm, Johanneshov, 1975. április 13.) olimpiai és világbajnoki ezüstérmes, Európa-bajnok svéd jégkorongozó.
Az 1928. évi téli olimpiai játékokon játszott a jégkorongtornán és ezüstérmes lett a svéd csapattal. A B csoportba kerültek, ahol először a csehszlovákokat verték 3–0-ra, majd a lengyelekkel játszottak 2–2-es döntetlent. A csoportból első helyen tovább jutottak a négyesdöntőbe. Itt az első mérkőzésen 11–0-as vereséget szenvedtek a kanadaiaktól, Svájcot megverték 4–0-ra, végül a briteket 3–0-re. Az olimpia egyszerre volt világ- és Európa-bajnokság is. Így világbajnoki ezüstérmes és Európa-bajnok lett.
Az 1931-es jégkorong-világbajnokságon 6. lett és ez Európa-bajnokságnak is számított, ahol 4. lett.
Klubcsapata a Nacka SK volt. 1926 és 1934 között volt kerettag.